# 蘆名龜王丸
蘆名龜王丸（あしな かめおうまる，1584年10月7日—1586年12月31日），日本戰國時代的大名。蘆名盛隆之子，父親被刺殺後接任蘆名家家督，為蘆名家第十九代家督；當時蘆名龜王丸僅出生一個月而已。蘆名龜王丸三歲之時便病故，結果因為家臣團為其弟蘆名小次郎與佐竹義重的次男蘆名義廣的而引發爭執，導致蘆名家的加速滅亡。